# Upsete Station
Upsete Station (Upsete stasjon eller Upsete holdeplass) er en jernbanestation på Bergensbanen, der ligger i Aurland kommune i Norge. Stationen består af et spor og en perron med en mindre stationsbygning i rødmalet træ. Stationen betjenes af lokaltog mellem Bergen og Myrdal samt om sommeren af turisttog mellem Voss og Ål. Desuden går en meget benyttet cykelrute fra Upsete til Voss som en del af Rallarvegen.
Stationen åbnede som holdeplads 10. juni 1908. Oprindeligt hed den Opset, men den skiftede navn til Upsete i april 1921. Den blev opgraderet til station i 1917 men nedgraderet til trinbræt 15. november 1932.